# Palestijnse regering (1948-1959)
De Palestijnse regering (Arabisch: حكومة عموم فلسطين Hukumat 'umum Filastin) was een regering in Gaza-Stad die tijdens de Arabisch-Israëlische oorlog op 22 september 1948 door de Arabische Liga werd ingesteld.
De vorming van de Palestijnse regering was een reactie op het uitroepen van de Joodse staat Israël in mei 1948 bij het vertrek van de Britten uit het Mandaatgebied Palestina, en op de bezetting door Transjordanië van de Westelijke Jordaanoever met de duidelijke intentie dit gebied te annexeren.
Deze Palestijnse regering was de eerste poging om een Palestijnse staat te stichten. De regering werd erkend door Egypte, Syrië, Libanon, Irak, Saoedi-Arabië en Jemen, maar niet door Transjordanië, noch door enig niet-Arabisch land. Amin al-Hoesseini trad op als president, terwijl Ahmed Hilmi Pasha minister-president was.
Na de wapenstilstand van 1949 was de Gazastrook het enige gebied dat onder het gezag van de Palestijnse regering stond. De Palestijnen in de Gazastrook en in Egypte kregen Palestijnse paspoorten. In feite stond het gebied echter onder Egyptisch bestuur. In 1959 werd de regering door Gamal Abdel Nasser, de toenmalig president van de Verenigde Arabische Republiek (Egypte en Syrië) per decreet opgeheven en kwam de Gazastrook onder Egyptisch bestuur hoewel het gebied niet formeel geannexeerd werd.